# Jean Royer (directeur de cabinet)
Pour les articles homonymes, voir Jean Royer.
Jean Royer est un gestionnaire public et un directeur de cabinet politique québécois ayant œuvré pour le Parti québécois. Il a notamment été directeur de cabinet du premier ministre du Québec Jacques Parizeau, chef du camp du OUI lors des événements historiques du référendum québécois de 1995 sur l'indépendance du Québec.

## Biographie
Intéressé par la politique dès son jeune âge, et motivé dès cette époque par les causes de l'indépendance du Québec et du service public, Jean Royer milite pour le Parti québécois pour les élections québécoises de 1976. Il rencontre alors pour la première fois Jacques Parizeau, qui sera élu député pour le Parti québécois pour la circonscription de l'Assomption. Il obtient un baccalauréat en science politique de l'Université du Québec à Montréal en 1981. Parizeau lui propose alors deux options professionnelles: étudier en administration publique à l'Université de Syracuse ou travailler à ses côtés au ministère des Finances. Royer choisit alors de joindre Parizeau au gouvernement.
Cette relation professionnelle s'est prolongée dans les années 1990 alors que Royer exerce les fonctions de directeur du cabinet de Jacques Parizeau, nouvellement élu premier ministre lors des élections québécoises de 1994. Le jour du vote référendaire, le 30 octobre 1995, pour remonter le moral des troupes du quartier général du OUI, il appelle John Parisella du camp du NON en appel à mains libres et lui offre de gager 25 000 $ que le OUI allait gagner. Parisella décline l'offre, tel que Royer l'espérait. Le soir même, le camp du OUI connaît une courte défaite. Le premier ministre choisit alors de ne pas prononcer le discours de défaite préparé par son conseiller Jean-François Lisée et livre plutôt un discours improvisé qui connaîtra la controverse, parce qu'il mentionne alors le rôle dans la défaite de l'argent exédentaire dépensé par le camp du NON et de "votes ethniques". Royer regrettera de ne pas avoir pu changer le cours des choses : "Je regrette de ne pas être resté avec lui jusqu’au bout", dit-il. "Si j’avais su qu’il était encore en colère, je l’aurais accompagné jusqu’au podium et lui aurais suggéré fortement de lire le document préparé à son intention."
Parizeau démissionne le lendemain du jour du référendum, et Royer fait de même peu après. Proche de Michel Crête, président de Loto-Québec, Jean Royer rejoint alors la société d'État. De 1996 à 2014, il y occupera les fonctions de vice-président, recherche et développement, président de la Société des casinos, premier vice-président commercial et chef de l’exploitation. Ensuite, selon les souhaits de Serge Godin, fondateur et président exécutif du Groupe CGI, il devient vice-président aux opérations de Distinction Capital. Il siège également aux conseils d’administration de l'Institut de cardiologie de Montréal, de l’Institut de recherche en immunologie et en cancérologie, de la Fondation Francis et Geneviève Melançon du musée Pointe-à-Callière. En 2018, il est lauréat du prix Reconnaissance pour la Faculté de science politique et de droit de l'Université du Québec à Montréal.